# Abarth-Simca 2000
Der Abarth-Simca 2000 ist ein Sportcoupé, das in den 1960er-Jahren als gemeinsames Projekt von Simca und Abarth in Turin, Italien produziert wurde.

## Produktbeschreibung
Der Motor des Abarth-Simca 2000 ist ein im Heck eingebauter 1946-cm³-Vierzylinder-Ottomotor von Abarth mit 141 kW (192 PS) bei 7200/min. Das Fahrzeug wiegt leer 689 kg, ist 361 cm lang, 148 cm breit und 120 cm hoch. Der Radstand beträgt 209 cm mit einer vorderen Spur von 127 cm und einer hinteren Spur von 130 cm. Die Höchstgeschwindigkeit ist 270 km/h. Der Tank fasst 30 Liter, zur Wahl standen auch  größere Tanks mit 55, 85 oder 110 Litern. Der Tankstutzen liegt an der rechten oberen Ecke der flach geneigten Heckscheibe. Beim Fahrwerk wurden Teile vom Simca 1000 verwendet.
Der ovale Kühllufteinlass ist tief im Bug, es gibt keine Vorderstoßstange. Die beiden Scheinwerfer sind unter transparenten Verkleidungen eingebaut. Die Front ist lang und flach geneigt. Wie zu jener Zeit üblich, stand die Windschutzscheibe etwas steiler. Das aus dem Fiat Abarth 1000 Bialbero und dem Monomille weiterentwickelte Design stammte vom Abarth-Chefingenieur Mario Colucci. Als Karosseriebauer trat formal die „Carrozzeria Abarth“ in Erscheinung, tatsächlich vergaben Carlo Abarth und Colucci diese Arbeiten an kleine, ortsansässige Betriebe: Im Verlauf des Jahres 1963 übernahm allein die Carrozzeria Sibona-Basano aus Turin die vollständige Karosseriefertigung; zu Beginn nutzte Abarth noch Rohkarosserien, die das Turiner Unternehmen Beccaris auf Vorrat gefertigt hatte.

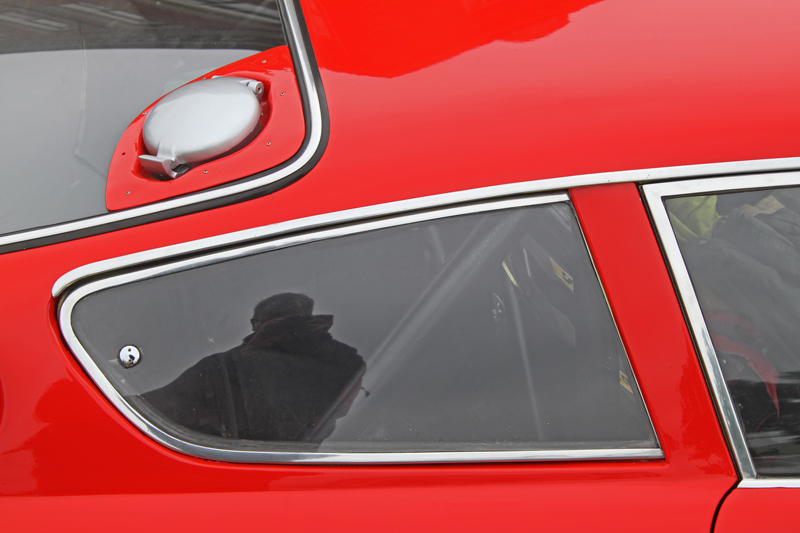
Fenster mit Tankverschluss
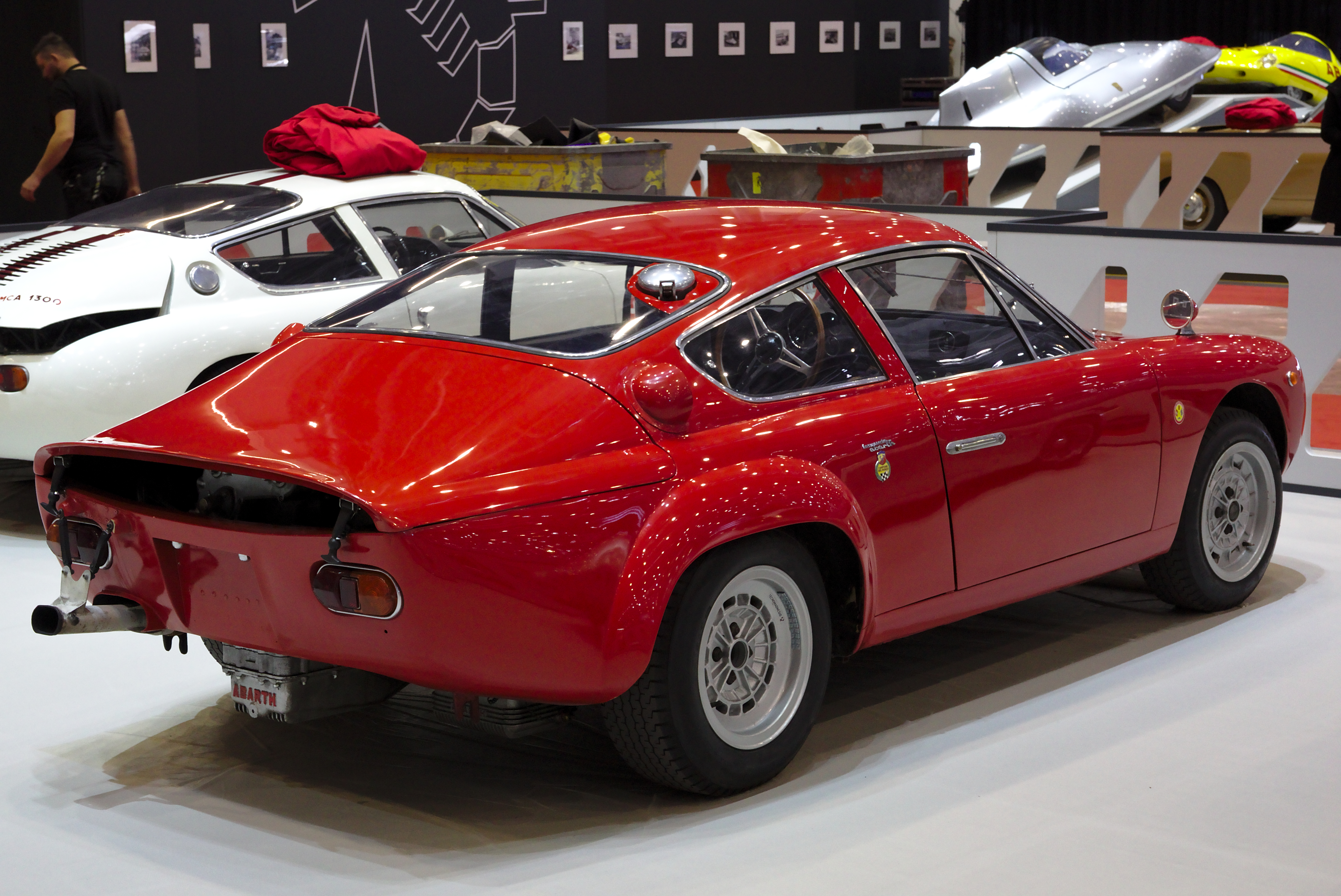
Rückansicht
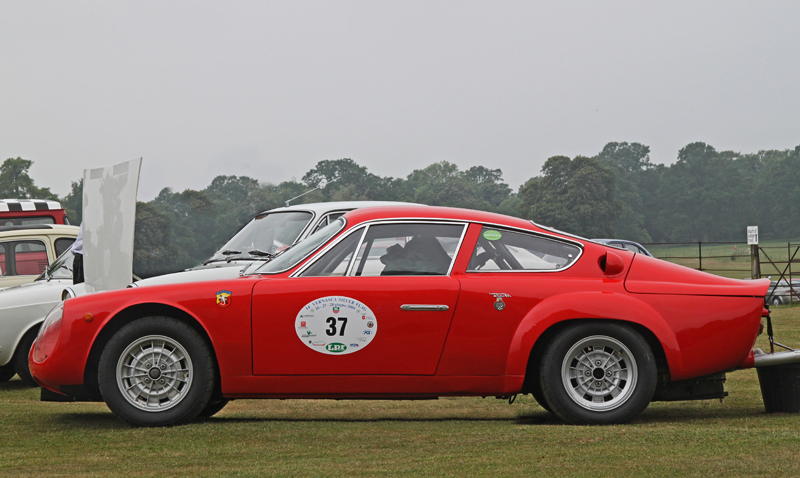
Seitenansicht